# 生体磁気
生体磁気（せいたいじき、英語: Biomagnetism）とは、生体信号の一種で心拍、脳波、運動などの生体現象によって体内にイオン電流が流れることによって生じる磁場。

## 概要
磁場を生成する電源としては電流双極子と電流双極子から流れ出る分布電流が考えられるが、無限導体内の場合、分布電流は電流双極子から対象に流れ出るので分布電流によって生じる磁場は相殺されるので磁場の発生源としては電流双極子のみと考えて差し支えない。導体が無限平面導体であれば分布電流によって生じる磁場は境界面に対して垂直成分を持たず、接線方向成分のみなので垂直方向成分の磁場は電流双極子のみによって生じる。また、骨格や体皮による影響を少なからず受ける生体電位とは異なり、体内の深部からの微弱な信号も検出することができる。
計測方法に関しては高感度な磁力計の開発がこの分野の進展をもたらしたと言っても過言ではないくらい磁力計の改良、発展と密接に関係してきた。1963年にBauleとMcFeeは周囲の磁気雑音を相殺するために対向させた200万回も巻いた2個のコイルを用いて世界で最初に心磁図の計測に成功した。1967年にマサチューセッツ工科大学のディビッド・コーエン(David Cohen)が磁気シールドルームを用いて巻数の少ない磁束検出コイルと電子増幅器を用いて心臓や脳などから発生する磁界の計測に成功した。この時には同時に測定された脳波に同期させて加算平均により、α波に対応する脳磁図が計測された。それに先立ち、1965年にフォードのRobert Jaklevic, John J. Lambe, Arnold Silver, James Edward Zimmermanによって交流ジョセフソン効果を利用する高周波超伝導量子干渉素子(RF SQUID)が開発され、それを用いて1972年に同じくコーエンによって生体磁気が計測された。1970年代以降、SQUIDを用いる手法が普及した。使用されるSQUIDは当初、RF-SQUIDだったが、RF-SQUIDはDC-SQUIDよりも製造が容易だったので生体磁気の計測に使用されたが、DC-SQUIDよりも検出感度が一桁低いという欠点があるため、薄膜技術の進歩により、現在ではDC-SQUIDが使用される。当初のSQUIDは単チャンネルだったが、1990年代以降、多チャンネル化が進んだ。また、SQUIDは極低温に冷却する必要があるため、持ち運びが困難で用途が限られていたが、近年では冷却の不要なトンネル磁気抵抗効果素子や光ポンピング磁力計、GSRセンサ、ダイヤモンド窒素-空孔中心、フラックスゲート磁力計が生体磁気の計測を念頭において開発されつつある。

## 特徴
- 機能的情報が得られる
- 無侵襲計測
- 電源局在推定が数mmの精度
- 筋電図や心電図のような電位による測定が困難な体内の深部からの信号が検出できる

## 用途
- 診断
- 研究

## 心磁図
拍動に伴う微小電流から生じる磁場。

## 脳磁図
脳の活動に伴う微小電流から生じる磁場。

## 肺磁図
肺に沈着した微粒子によって生じる磁場。

## 筋磁図
筋肉の活動に伴う微小電流から生じる磁場。

## 眼磁図
眼球の活動に伴う微小電流から生じる磁場。

## 脊髄磁場
脊髄に微弱な電気信号が流れる事で生じる磁場。